# Bahnhof Mahlow

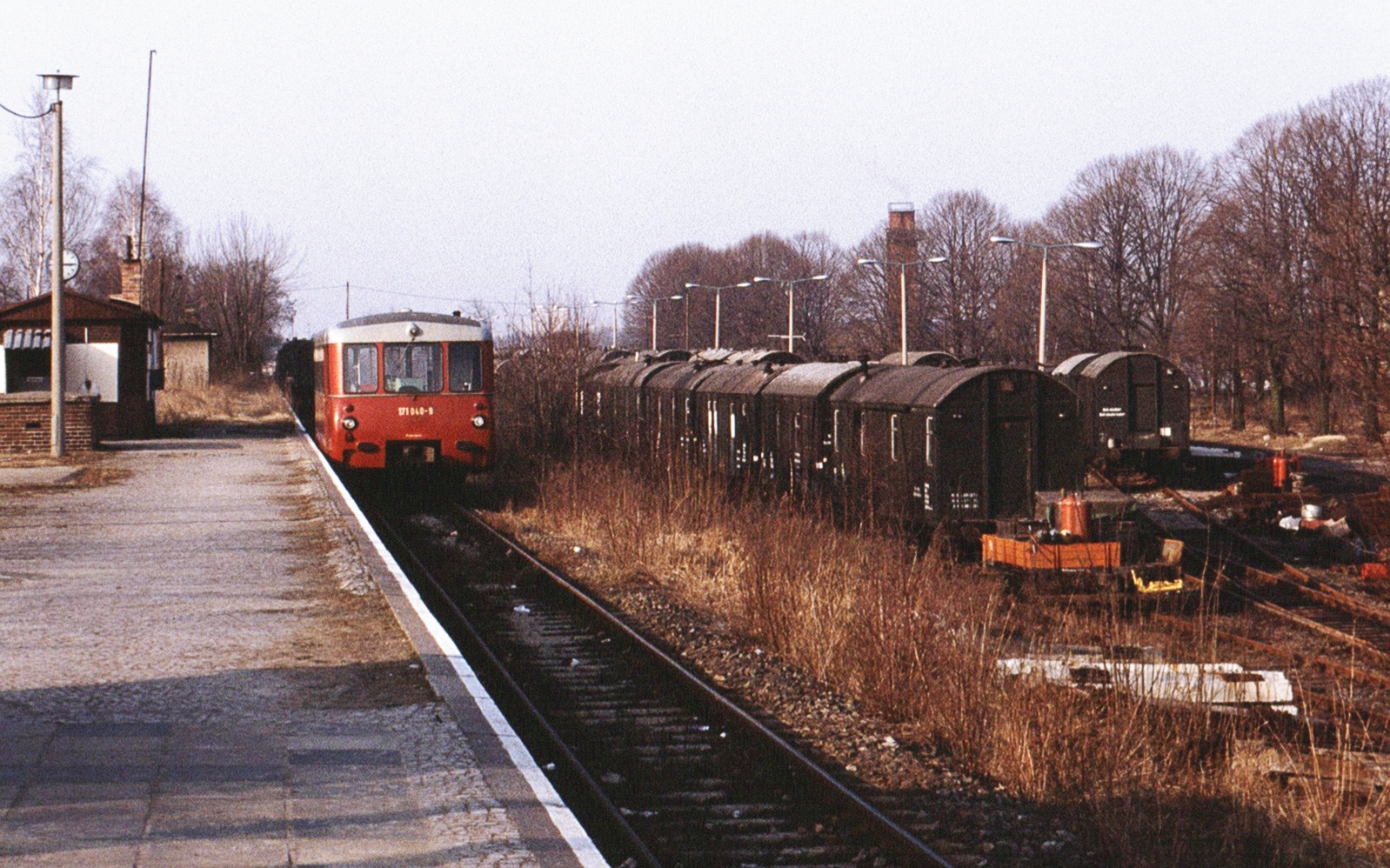
„Ferkeltaxe“ am Bahnsteig, 1991

Der Bahnhof Mahlow ist ein Bahnhof im Ortsteil Mahlow der brandenburgischen Gemeinde Blankenfelde-Mahlow. Er wird von der Linie S2 der Berliner S-Bahn bedient.

## Lage
Der Bahnhof liegt im Zentrum des Ortsteils Mahlow am Streckenkilometer 16,8 der Bahnstrecke Berlin–Dresden, einige hundert Meter innerhalb des Berliner Außenrings.

## Geschichte
Der Bahnhof Mahlow wurde zusammen mit der Dresdener Bahn am 17. Juni 1875 eröffnet. Seit 15. Mai 1939 fuhren elektrische S-Bahn-Züge bis Mahlow, im Oktober 1940 wurde die S-Bahn-Verbindung bis Rangsdorf verlängert. Während des Zweiten Weltkrieges wurde bei Bombenangriffen im Jahr 1943 das Bahnhofsgebäude getroffen und schwer beschädigt.
Durch den Bau der Berliner Mauer war der S-Bahn-Verkehr nach Norden abgeschnitten. Ein noch südlich nach Rangsdorf pendelnder Zug wurde im September 1961 eingestellt und dafür die zwischen Rangsdorf und Wünsdorf verkehrenden Züge nach Mahlow verlängert, die dann ab Mai 1963 aber über den Außenring nach Schönefeld geleitet wurden. Um Mahlow weiterhin anzubinden, wurde am Bahnhof Blankenfelde ein separater Bahnsteig angelegt und das kurze Stück mit einem Pendelzug bedient. Zum Einsatz kamen während der ersten Jahre Diesellokomotiven der Baureihe V 15 mit einem Steuerwagen, auf Grund der blauen Lackierung der Loks erhielt diese Verbindung in Anlehnung an eine zeitgleich ausgestrahlte Unterhaltungssendung den Kosenamen „Blauer Bock“.

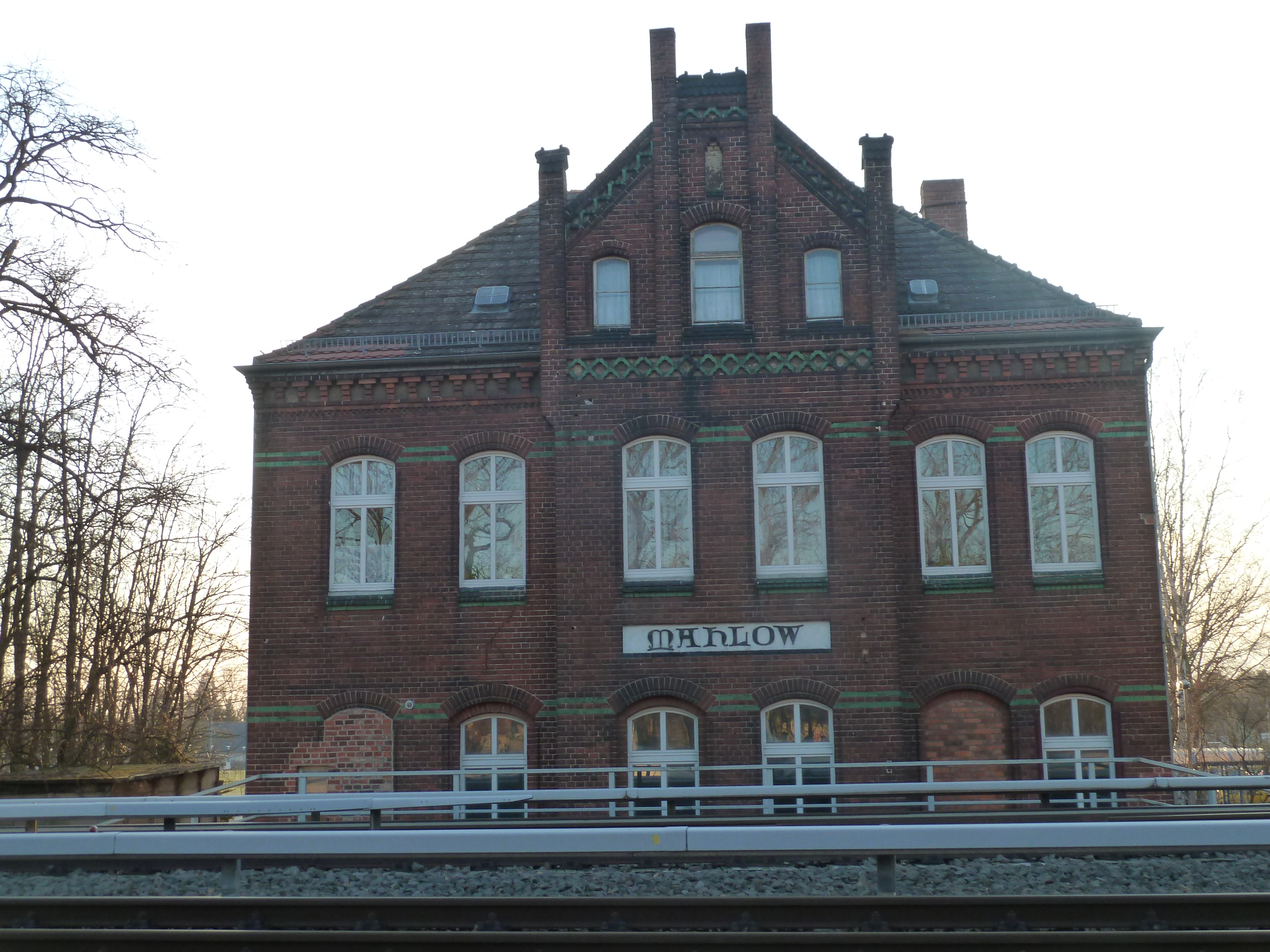
Denkmalgeschütztes Empfangsgebäude der Militärbahn

Nach der Wende wurde die Verknüpfung des West-Berliner S-Bahn-Netzes mit dem Umland in Angriff genommen. Da die Dresdener Bahn 1985 mit Wechselstrom elektrifiziert wurde, hätte für eine Wiederinbetriebnahme der S-Bahn nach Rangsdorf aber ein komplett neues Streckengleis errichtet werden müssen. Daher beschränkte man sich auf eine Wiederinbetriebnahme bis Blankenfelde, wo ein Umstieg zum Regionalverkehr hergestellt wurde. Der „Blaue Bock“ wurde am 16. September 1991 eingestellt und der betroffene Abschnitt für den elektrischen Betrieb umgebaut. Am 31. August 1992 wurde der S-Bahn-Verkehr von Blankenfelde über Mahlow nach Lichtenrade und weiter nach Bernau wieder aufgenommen.
Entgegen dem Regelabfertigungsverfahren ZAT erfolgte auf diesem Bahnhof die Zugabfertigung durch den Fahrdienstleiter als örtliche Aufsicht. Seit dem 26. März 2018 wird der Bahnhof durch ein elektronisches Stellwerk gesteuert.

## Anlagen
Das Empfangsgebäude liegt östlich der Gleisanlagen. Es ist im Wesentlichen ein Neubau, der 1961, kurz vor Mauerbau, eröffnet wurde. Der S-Bahnsteig liegt in Hochlage, es ist ein Inselbahnsteig mit zwei Gleisen. Mahlow dient als Kreuzungsbahnhof, wo sich die Züge der Linie S2 auf der ansonsten eingleisigen Strecke zwischen Lichtenrade und Blankenfelde begegnen. Zwischen S-Bahnsteig und Empfangsgebäude liegen die heute nicht mehr genutzten Anlagen der Fernbahn, nördlich des Empfangsgebäudes befindet sich die Ladestraße. Die Königlich Preußische Militär-Eisenbahn hatte ihr Empfangsgebäude auf der Westseite der Gleisanlagen. Es wird als Wohnhaus genutzt und steht unter Denkmalschutz.

## Verkehr
Der Bahnhof wird heute von der Linie S2 der Berliner S-Bahn im 20-Minuten-Takt bedient und bietet die Umsteigemöglichkeit zu Buslinien der Verkehrsgesellschaft Teltow-Fläming.
| Linie | Verlauf | Takt |
| ----- | --- | ---- |
|       | Bernau – Bernau-Friedenstal – Zepernick – Röntgental – Buch – Karow – Blankenburg – Pankow-Heinersdorf – Pankow – Bornholmer Straße – Gesundbrunnen – Humboldthain – Nordbahnhof – Oranienburger Straße – Friedrichstraße – Brandenburger Tor – Potsdamer Platz – Anhalter Bahnhof – Yorckstraße – Südkreuz – Priesterweg – Attilastraße – Marienfelde – Buckower Chaussee – Schichauweg – Lichtenrade – Mahlow – Blankenfelde \|\| 20 min |      |